# John Chetwynd-Talbot (1er comte Talbot)
John Talbot, 1er comte Talbot, 1er vicomte d'Ingestre, 1er baron Dynevor (25 février 1749 – 19 mai 1793), connu sous le nom de John Talbot jusqu'en 1782 et Lord Talbot entre 1782 et 1784, est un pair et un homme politique britannique.

## Biographie

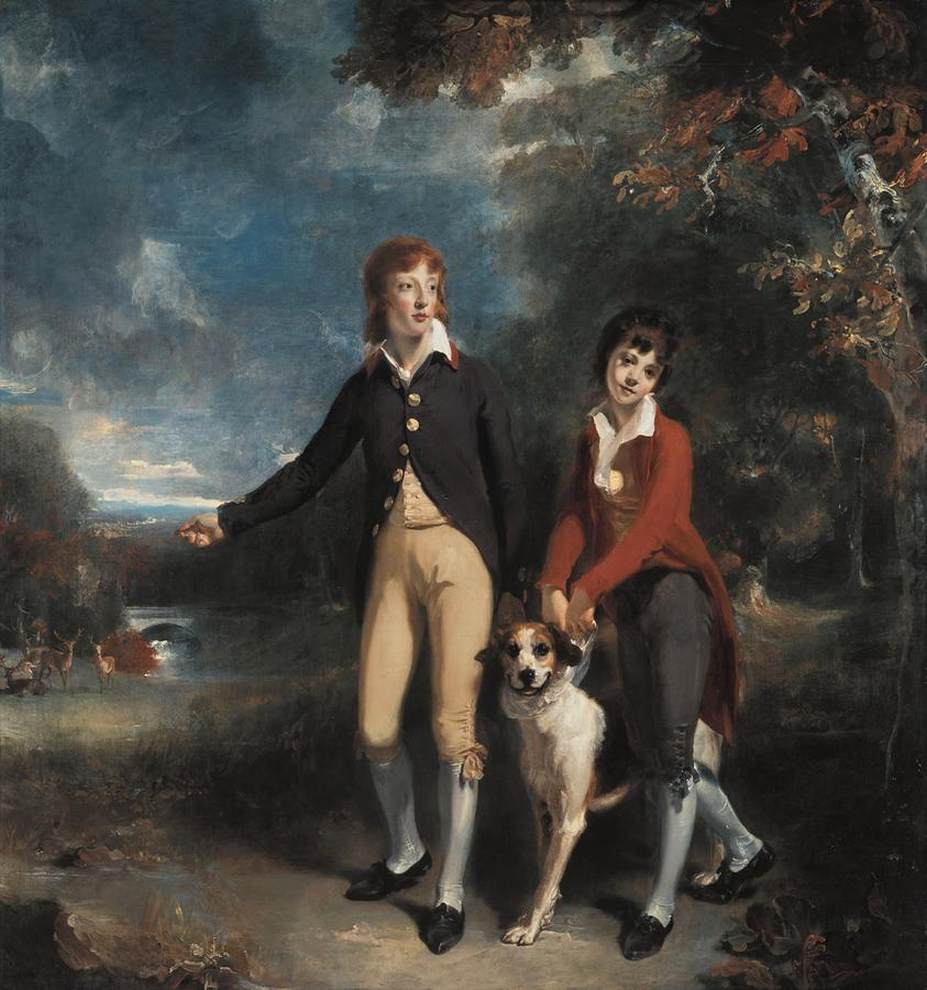
Portrait de Charles (1777-1849) et John Chetwynd-Talbot (1779-1825) de Thomas Lawrence, peint en 1793

Membre de la famille Talbot dirigé par le comte de Shrewsbury, il est le fils de John Talbot, fils cadet de Charles Talbot (1er baron Talbot), et son épouse Catherine, fille de John Chetwynd (2e vicomte Chetwynd).

## Carrière politique
Il est élu au Parlement pour Castle Rising en 1777, poste qu'il occupe jusqu'en 1782 lorsqu'il succède à son oncle William Talbot (1er comte Talbot), comme troisième baron Talbot et entre à la Chambre des lords. En 1784, le comté de Talbot, qui s'éteint à la mort de son oncle, est recréé pour Talbot devenu vicomte d'Ingestre, comté de Stafford, et comte Talbot, de Hensol, comté de Glamorgan. Deux ans plus tard, il prend le nouveau nom de famille et les armes de Chetwynd, ayant hérité d'Ingestre Hall via sa mère, de la famille Chetwynd.

## Famille
Lord Talbot épouse Charlotte, fille de Wills Hill, 1er marquis du Downshire, en 1776. Pompeo Batoni peint un portrait de Talbot ainsi que Joshua Reynolds (1783; actuellement à la Tate Britain) et Thomas Gainsborough et John Hoppner (1788, maintenant dans la Dunedin Public Art Gallery) . Il est mort à Elk Grove, Gloucestershire en mai 1793, âgé de 44 ans, et est remplacé dans ses titres par son fils aîné, Charles Chetwynd-Talbot (2e comte Talbot), dont le fils Henry devient comte de Shrewsbury en 1858. La comtesse Talbot est morte en janvier 1804.